# Campionat de Catalunya d'escacs
El Campionat de Catalunya d'escacs, màxima competició individual a Catalunya, organitzada per la Federació Catalana d'Escacs, es juga regularment des de la dècada dels 1920. Interromput per la Guerra Civil Espanyola, es va reprendre, ja amb periodicitat anual, a partir de 1943.

## Quadre d'honor absolut

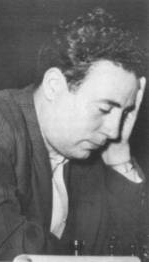
Miquel Albareda, 8 cops campió de Catalunya (1943, 1945, 1954, 1957, 1958, 1959, 1962 i 1963)

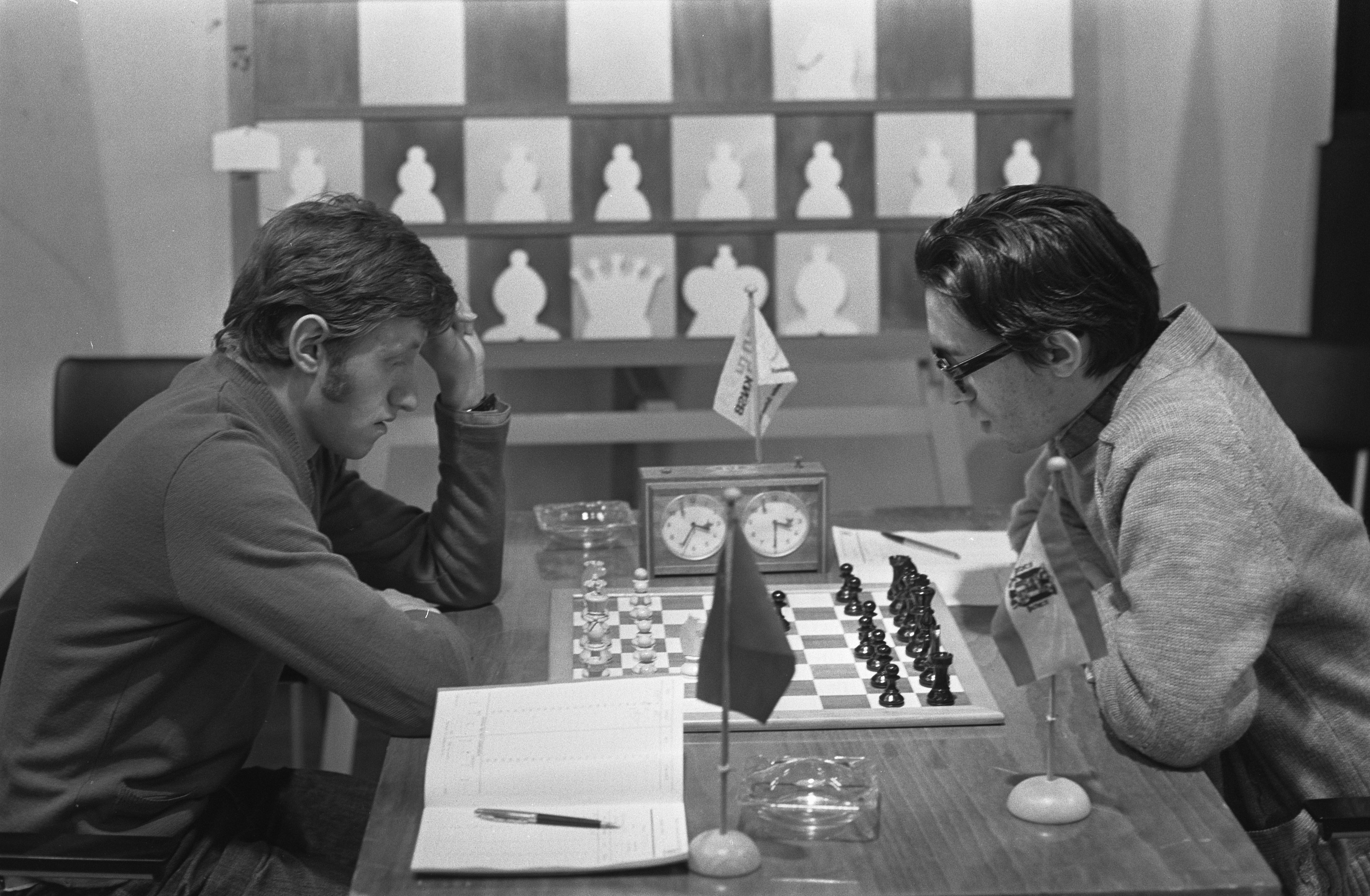
MI Àngel Martín (dreta), 6 cops campió de Catalunya (1974, 1979, 1980, 1984, 1997 i 2000)

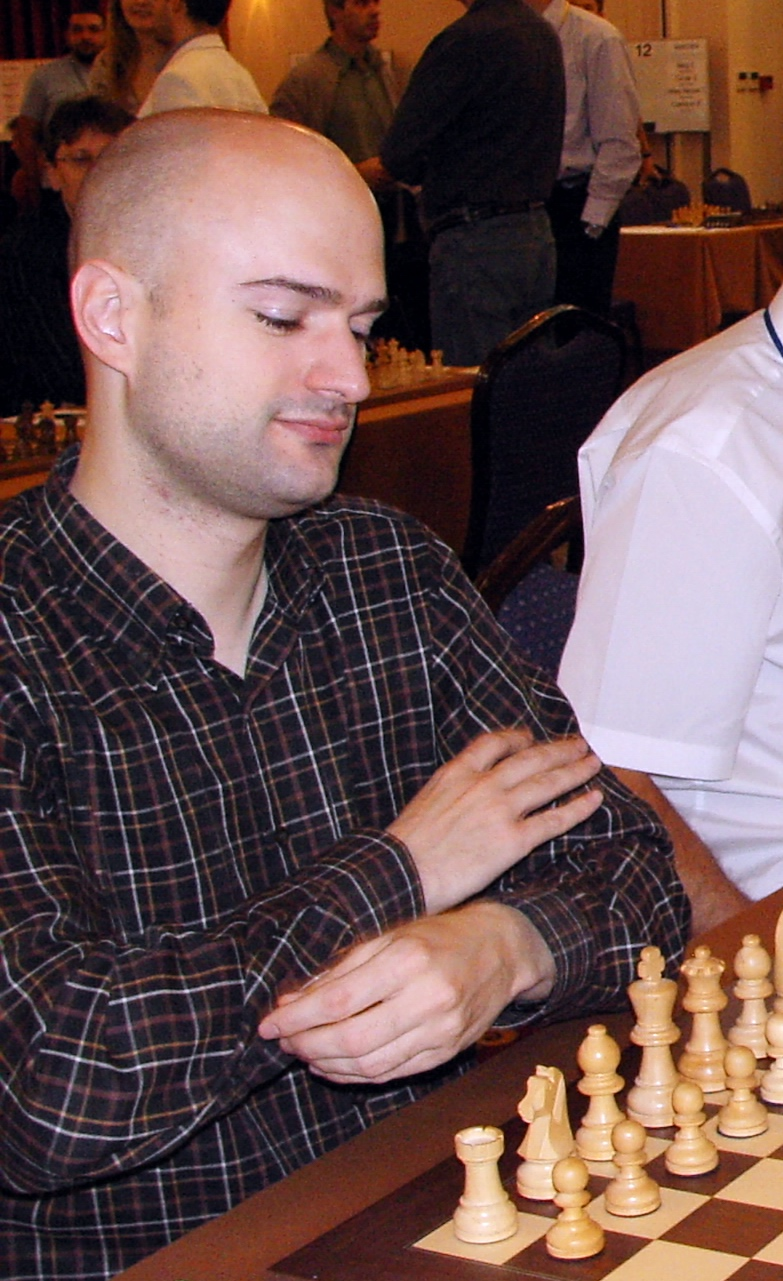
GM Marc Narciso, 3 cops campió de Catalunya (1992, 1995, i 2011)

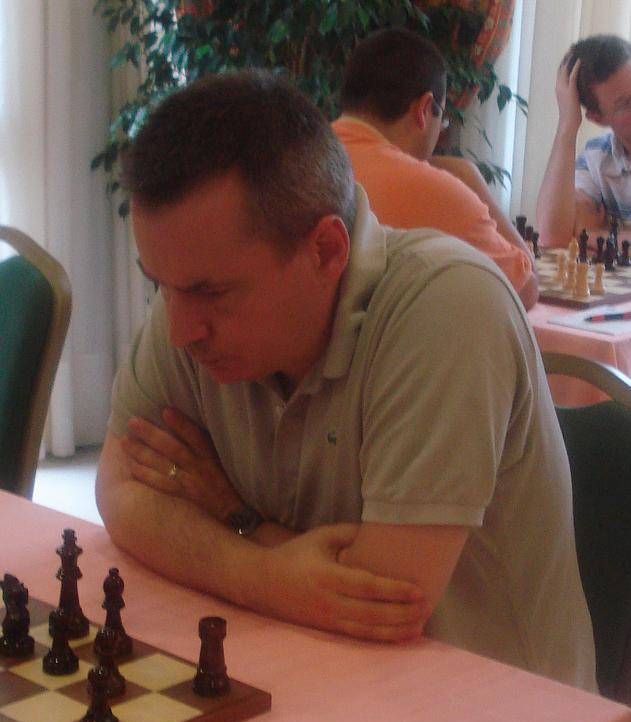
GM Jordi Magem, 2 cops campió de Catalunya (2008 i 2010)

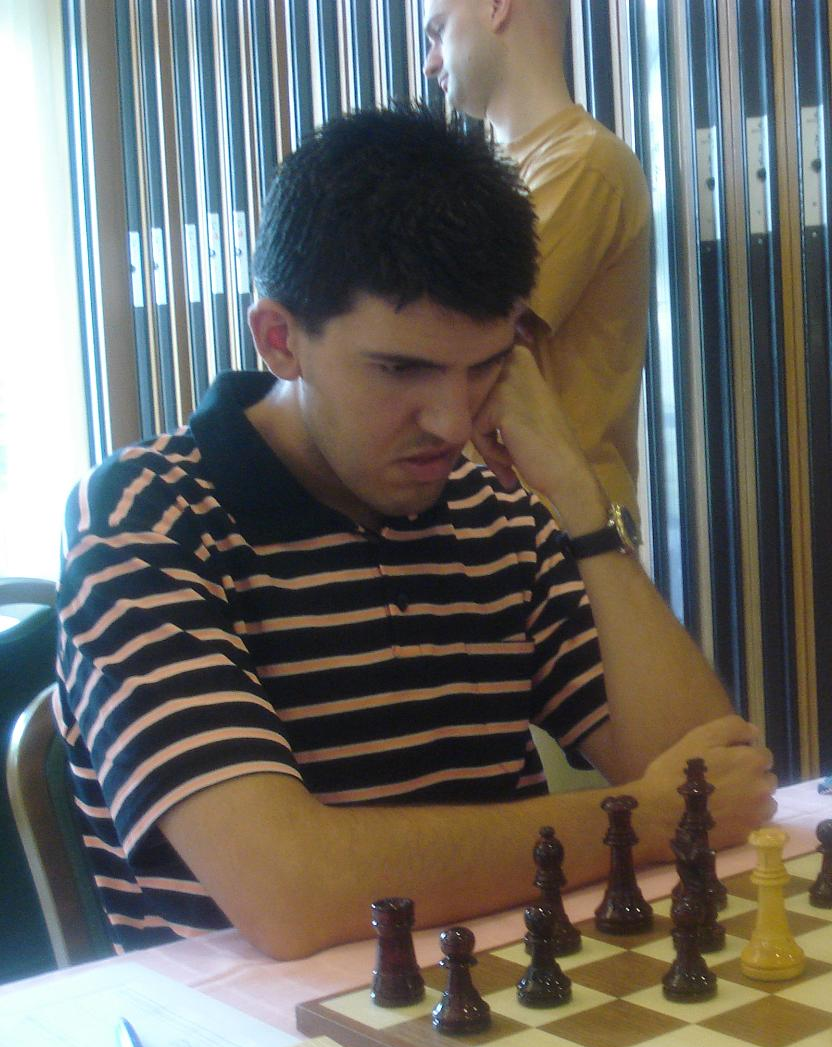
GM Josep Manuel López, campió de Catalunya de 2009

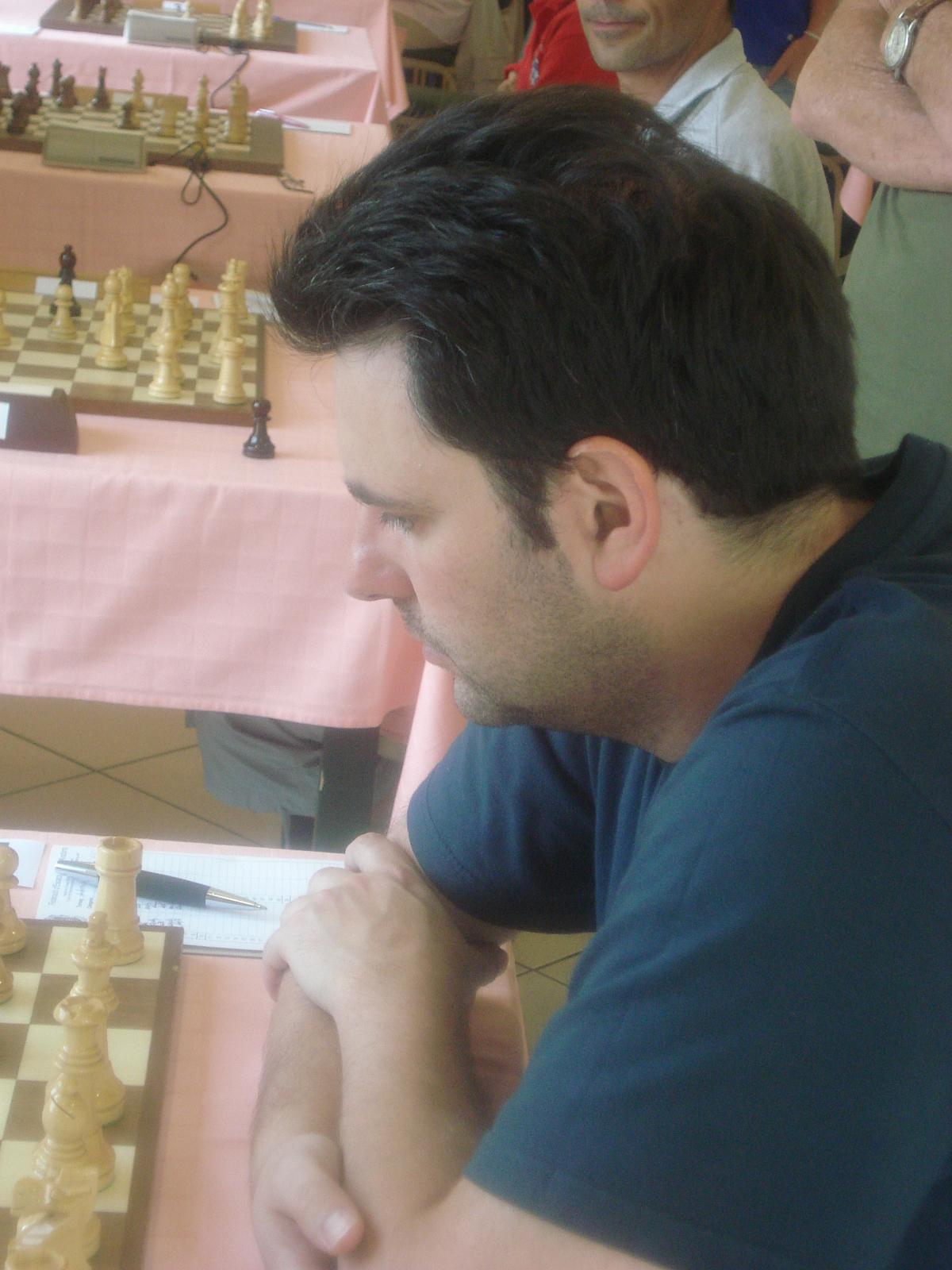
GM Òscar de la Riva, 2 cops campió de Catalunya (1990 i 1992)

| Any                  | Campió                                  | Subcampió                       |
| -------------------- | --------------------------------------- | ------------------------------- |
| 1905[1]              | Ferran Canon                            | Joaquim Montaner                |
| 1914[2]              | Josep Puntas                            | Leopoldo de la Fuente           |
| 1921                 | Dr. Esteve Puig i Puig                  | Josep Puntas                    |
| 1923[3]              | Lluís G. Cortes                         | Josep Vilardebò i Picurena      |
| 1924                 | Plàcid Soler i Bordas                   | Rafael Domènech                 |
| 1926                 | Josep Vilardebò i Picurena              | Plàcid Soler i Bordas           |
| 1928                 | Josep Vilardebò i Picurena              | Àngel Ribera i Arnal            |
| 1931                 | Plàcid Soler i Bordas                   | Jaume Casas i Casas             |
| 1933                 | Àngel Ribera i Arnal                    | Pere Cherta i Clos[4]           |
| 1935                 | Josep Vilardebò i Picurena              | Dr Josep Vallvé Piñol           |
| 1943                 | Miquel Albareda i Creus                 | Agustí Ingelmo                  |
| 1944                 | Rafael Llorens Llorens                  | Antonio Medina García           |
| 1945                 | Miquel Albareda i Creus                 | Antonio Medina García           |
| 1946                 | Rafael Llorens Llorens                  | Miquel Albareda i Creus         |
| 1947                 | Antonio Medina García                   | Joan Sola                       |
| 1948                 | Romà Bordell                            | Miquel Albareda i Creus         |
| 1949                 | Antonio Medina García                   | Pere Cherta i Clos              |
| 1950                 | Antonio Medina García                   | Rafael Saborido i Carné         |
| 1951                 | Jaume Lladó Lumbera                     | Joan Sola                       |
| 1952                 | Jaume Lladó Lumbera                     | Romà Bordell                    |
| 1953                 | Romà Bordell                            | Miquel Albareda i Creus         |
| 1954                 | Miquel Albareda i Creus                 | Rafael Llorens Llorens          |
| 1955                 | Jaume Lladó Lumbera                     | Miquel Farré i Mallofré         |
| 1956                 | Jaume Lladó Lumbera                     | Francesc Socias i Porcel        |
| 1957                 | Miquel Albareda i Creus                 | Miquel Farré i Mallofré         |
| 1958                 | Miquel Albareda i Creus                 | Àngel Ribera i Arnal            |
| 1959                 | Miquel Albareda i Creus                 | Jaume Lladó Lumbera             |
| 1960                 | Joaquim Serra i Margalef                | Francesc Ballbé i Anglada       |
| 1961                 | Pere Puig i Pulido                      | Jaume Lladó Lumbera             |
| 1962                 | Miquel Albareda i Creus                 | Joaquim Serra i Margalef        |
| 1963                 | Miquel Albareda i Creus                 | Rafael Saborido i Carné         |
| 1964                 | Romà Bordell                            | Pere Puig i Pulido              |
| 1965[5]              | Rafael Saborido i Carné                 | Miquel Albareda i Creus         |
| 1966                 | Rafael Saborido i Carné                 | Jaume Lladó Lumbera             |
| 1967                 | Jaume Lladó Lumbera                     | Josep Canals i Bacardit         |
| 1968[6][7][8][9][10] | Pere Puig i Pulido                      | Rafael Saborido i Carné         |
| 1969                 | Eduard Pérez                            | Vicenç Serrano                  |
| 1970                 | Eduard Pérez                            | Vicenç Serrano                  |
| 1971                 | Màxim Borrell i Vidal                   | Guillem Buxadé                  |
| 1972                 | Joaquim Serra i Margalef                | Pere Puig i Pulido              |
| 1973                 | Josep Monedero                          | Emili Simón i Padrós            |
| 1974                 | Ángel Martín González                   | Manel Pujol                     |
| 1975                 | Emili Simón i Padrós                    | Josep Parés Vives               |
| 1976                 | Fermín Tejero Royo                      | Manel Pujol                     |
| 1977                 | Jordi Ayza i Ballester                  | Josep Paredes                   |
| 1978                 | Jordi Ayza i Ballester                  | Xavier Mateu i Palau            |
| 1979                 | Ángel Martín González                   | Alexandre Pablo Marí            |
| 1980                 | Ángel Martín González                   | Xavier Mateu i Palau            |
| 1981                 | Xavier Mateu i Palau                    | Alexandre Pablo Marí            |
| 1982                 | GM José Luís Fernández García[11]       | Víctor Vehí Bach                |
| 1983                 | José Ponce Navalón                      | GM Alfonso Romero Holmes[12]    |
| 1984                 | MI Ángel Martín González                | Alexandre Pablo Marí            |
| 1985                 | Joaquim Noria Silvestre                 | Jordi Estrella Vidiella         |
| 1986                 | Josep M. Gil González                   | MI Ángel Martín González        |
| 1987[13]             | Antoni Gual Pascual                     | Josep Parés Vives               |
| 1988                 | Alexandre Pablo Marí                    | Joan Ll. Fernández              |
| 1989                 | Alexandre Pablo Marí                    | David García Ilundain           |
| 1990                 | Òscar de la Riva Aguado                 | Alexandre Pablo Marí            |
| 1991[14]             | Josep Collado i Forner                  | Alexandre Pablo Marí            |
| 1992                 | Òscar de la Riva Aguado                 | MI Ángel Martín González        |
| 1992*                | Marc Narciso Dublan                     | Alexandre Pablo Marí            |
| 1993                 | Víctor Vehí Bach                        | Joan Pomés Marcet               |
| 1994                 | Antoni Torrecillas Martínez             | Ramón José                      |
| 1995                 | Marc Narciso Dublan                     | Enric Fernández Aguado          |
| 1996                 | Arturo Vidarte Morales                  | Manel Granados Gómez            |
| 1997                 | MI Ángel Martín González                | Michael Rahal                   |
| 1998                 | Víctor Vehí Bach                        | Alexandre Pablo Marí            |
| 1999                 | Santiago Beltrán Rueda                  | Víctor Vehí Bach                |
| 2000                 | MI Ángel Martín González                | Víctor Vehí Bach                |
| 2001                 | Antoni Gual Pascual                     | Santiago Beltrán Rueda          |
| 2002                 | Alfonso Jérez Pérez                     | Santiago Beltrán Rueda          |
| 2003                 | Guillem Baches García                   | Salvador Alonso Ibarbia[15][16] |
| 2004[17]             | Manel Granados Gómez                    | Antoni Gual Pascual             |
| 2005[18][19]         | GM Viktor Moskalenko                    | MI Miguel Ángel Muñoz Pantoja   |
| 2006[20]             | MI Josep Anton Lacasa Díaz              | GM Viktor Moskalenko            |
| 2007[21]             | GM Viktor Moskalenko                    | MF Santiago Beltrán Rueda       |
| 2008[22][23][24]     | GM Jordi Magem i Badals                 | MI Jordi Fluvià Poyatos         |
| 2009[25][26][27][28] | GM Josep Manuel López Martínez          | GM Jordi Magem i Badals         |
| 2010[29][30]         | GM Jordi Magem i Badals                 | MI Joan Fluvià Poyatos          |
| 2011                 | GM Marc Narciso Dublan                  | MI Àlvar Alonso Rosell          |
| 2012[31][32][33]     | MI Miguel Muñoz Pantoja                 | GM Marc Narciso Dublan          |
| 2013[34][35][36][37] | GM Orelvis Pérez Mitjans                | GM Josep Manuel López Martínez  |
| 2014[38]             | GM Àlvar Alonso Rosell                  | GM Marc Narciso Dublan          |
| 2015[39][40]         | MI Hipòlit Asís Gargatagli              | MI Robert Alomà Vidal           |
| 2016[41]             | GM Àlvar Alonso Rosell                  | MI Hipòlit Asís Gargatagli      |
| 2017[42]             | MI Hipòlit Asís Gargatagli              | GM Marc Narciso Dublan          |
| 2018[43]             | MI Hipòlit Asís Gargatagli              | GM José Angel Guerra Méndez     |
| 2019[44]             | GM José Angel Guerra Méndez             | GM Miguel Muñoz Pantoja         |
| 2020                 | no celebrat per la Pandèmia de COVID-19 |                                 |
| 2021                 | GM Hipòlit Asís Gargatagli              | MI Pere Garriga Cazorla         |
| 2022[45]             | GM Levan Aroshidze                      | GM Àlvar Alonso Rosell          |
| 2023                 | MI Pere Garriga Cazorla                 | Marc Narciso Dublan             |
| 2024                 | Gerard Ayats                            | Daniel Alsina                   |
Nota: El 1992 van tenir lloc dos torneigs al mateix any.

### Més cops campions
- 8 títols : Miquel Albareda i Creus
- 6 títols : Ángel Martín González
- 5 títols : Jaume Lladó Lumbera
- 3 títols : Antonio Medina García, Josep Vilardebò i Picurena, Marc Narciso Dublan, Romà Bordell i Hipòlit Asís Gargatagli

## Quadre d'honor femení
Historial del campionat de Catalunya femení d'escacs:
| #  | Any          | Campiona                         |
| -- | ------------ | -------------------------------- |
| 1  | 1932[47]     | Maria Lluïsa de Zengotita        |
| 2  | 1933         | Maria Lluïsa de Zengotita        |
| 3  | 1935         | Glòria Velat                     |
| 4  | 1936         | Glòria Velat                     |
| 5  | 1942         | Glòria Velat                     |
| 6  | 1943         | Glòria Velat                     |
| 7  | 1944         | Dolors Camats                    |
| 8  | 1946         | Júlia Maldonado                  |
| 9  | 1949         | Glòria Velat                     |
| 10 | 1951         | Sofia Ruíz                       |
| 11 | 1952         | Glòria Velat                     |
| 12 | 1955         | Anna Maria Navarro               |
| 13 | 1956         | Pepita Ferrer Lucas              |
| 14 | 1957         | Pepita Ferrer Lucas              |
| 15 | 1958         | Pepita Ferrer Lucas              |
| 16 | 1959         | Pepita Ferrer Lucas              |
| 17 | 1961         | Maria Lluïsa Puget               |
| 18 | 1963         | Júlia Maldonado                  |
| 19 | 1964         | Maria Rosa Ribes                 |
| 20 | 1965         | Júlia Maldonado Maria Rosa Ribes |
| 21 | 1966         | Júlia Maldonado                  |
| 22 | 1967         | Maria Rosa Ribes                 |
| 23 | 1968         | Maria Rosa Ribes                 |
| 24 | 1969         | Maria Rosa Ribes                 |
| 25 | 1970         | Maria Rosa Ribes                 |
| 26 | 1971         | Maria Rosa Ribes                 |
| 27 | 1972         | Maria Rosa Ribes                 |
| 28 | 1973         | Maria Rosa Ribes                 |
| 29 | 1974         | Maria Rosa Ribes                 |
| 30 | 1975         | Teresa Canela Giménez            |
| 31 | 1976         | Teresa Canela Giménez            |
| 32 | 1977         | Conxita Canela                   |
| 33 | 1978         | Teresa Canela Giménez            |
| 34 | 1979         | Conxita Canela                   |
| 35 | 1980         | Conxita Canela                   |
| 36 | 1981         | Pepita Ferrer Lucas              |
| 37 | 1982         | Teresa Canela Giménez            |
| 38 | 1983         | Teresa Canela Giménez            |
| 39 | 1984         | Celia Descarrega                 |
| 40 | 1985         | Teresa Canela Giménez            |
| 41 | 1986         | Mònica Vilar López               |
| 42 | 1987         | Mònica Vilar López               |
| 43 | 1988         | Mònica Vilar López               |
| 44 | 1989         | Mònica Vilar López               |
| 45 | 1990         | Beatriz Alfonso Nogué            |
| 46 | 1991         | Mònica Vilar López               |
| 47 | 1992         | Inmaculada Hernando Rodrigo      |
| 48 | 1993         | Dolors Anton                     |
| 49 | 1994         | Dolors Anton                     |
| 50 | 1995         | Mònica Vilar López               |
| 51 | 1996         | Beatriu Alfonso                  |
| 52 | 1997         | Roser Moix                       |
| 53 | 1998         | Inmaculada Hernando Rodrigo      |
| 54 | 1999         | Sílvia Folch                     |
| 55 | 2000         | Clara Orriols i Miró             |
| 56 | 2001         | Inmaculada Hernando Rodrigo      |
| 57 | 2002         | Inmaculada Hernando Rodrigo      |
| 58 | 2003         | Yolanda Peñas Hernandez          |
| 59 | 2004         | Laura Garcia Taberner            |
| 60 | 2005         | Isaura Sanjuan Morigosa          |
| 61 | 2006         | Ana Matnadze                     |
| 62 | 2007         | Alba Ventós Alfonso              |
| 63 | 2008[48]     | Clara Orriols i Miró             |
| 64 | 2009[49][50] | Mireia Terrones Launes           |
| 65 | 2010         | Carla Marín Benito               |
| 66 | 2011         | Elisabet Ruiz Font               |
| 67 | 2012         | Beatriz Alfonso Nogué            |
| 68 | 2013[51]     | Elisabet Ruiz Font               |
| 69 | 2014[52]     | Elisabeth Riera Morilla          |
| 70 | 2015[53]     | Elisabeth Riera Morilla          |
| 71 | 2016[54]     | Elisabeth Riera Morilla          |
| 72 | 2017[55]     | MFF Laura Martín Pérez           |
| 73 | 2018[56]     | Yolanda Castillo Escario         |
| 74 | 2019[57]     | MFF Laura Martín Pérez           |
| 75 | 2022         | Joana Ros                        |
| 76 | 2023         | Elisabeth Riera                  |
| 77 | 2024         | Laura Viñolas                    |

### Més cops campiones
- 10 títols : Maria Rosa Ribes
- 6 títols : Glòria Velat, Teresa Canela i Mònica Vilar
- 5 títols : Pepita Ferrer
- 4 títols : Inmaculada Hernando, Júlia Maldonado i Elisabeth Riera
- 3 títols : Contxita Canela, Beatriu Alfonso

## Campionat de Catalunya juvenil[58]
| #  | Any      | Campió                 |
| -- | -------- | ---------------------- |
| 1  | 1962     | Isidre Grau            |
| 2  | 1963     | Joan Dominguez         |
| 3  | 1964     | Lluis González Mestre  |
| 4  | 1965     | Josep Garriga          |
| 5  | 1966     | Josep Garriga          |
| 6  | 1967     | Emili Sirvent          |
| 7  | 1968     | Ramón Clotet           |
| 8  | 1969     | Manel Pujol            |
| 9  | 1970     | Manel Nieto            |
| 10 | 1971     | Angel Martin           |
| 11 | 1972     | Rafel González Maza    |
| 12 | 1973     | Josep Pisa             |
| 13 | 1974     | Xavier Sanchez         |
| 14 | 1975     | Josep Pisa             |
| 15 | 1976     | Victor Vehí            |
| 16 | 1977     | Victor Vehí            |
| 17 | 1978     | Joan Albert            |
| 18 | 1979     | Josep Antoni Miralles  |
| 19 | 1980     | Josep Antonio Miralles |
| 20 | 1981     | Antoni Joanpera        |
| 21 | 1982     | Josep Manel Gil        |
| 22 | 1983     | Jordi Magem            |
| 23 | 1984     | Santiago Beltrán       |
| 24 | 1985     | Xavier Bosque          |
| 25 | 1986     | Ferrmí González        |
| 26 | 1987     | Oscar de la Riva       |
| 27 | 1988     | Joan Mellado           |
| 28 | 1989     | David García           |
| 29 | 1990     | Pablo Martínez         |
| 30 | 1991     | Marc Narciso           |
| 31 | 1992     | Josep Baron            |
| 32 | 1993     | Manel Granados         |
| 33 | 1994     | Manel Granados         |
| 34 | 1995     | Daniel Garrido         |
| 35 | 1996     | Lluis Castany          |
| 36 | 1997     | Guillem Baches         |
| 37 | 1998     | Joan Fluviá            |
| 38 | 1999     | Joan Fluviá            |
| 39 | 2000     | Jordi Fluviá           |
| 40 | 2001     | Joan Fluviá            |
| 41 | 2002     | Joan Fluviá            |
| 42 | 2003     | Jordi Fluviá           |
| 43 | 2004     | Jordi Fluviá           |
| 44 | 2005     | Robert Alomá           |
| 45 | 2006     | Lluis Oms              |
| 46 | 2007     | Xavier Vila            |
| 47 | 2008     | Alvar Alonso           |
| 48 | 2009     | Alvar Alonso           |
| 49 | 2010     | Enrique Colon          |
| 50 | 2011     | Erik Martínez          |
| 51 | 2012 (*) | Marc Sanchez           |
| 52 | 2013     | Marc Sanchez           |
| 53 | 2014     | Carles Diaz            |
| 54 | 2015     | Pere Garriga           |
| 55 | 2016     | Pere Garriga           |
| 56 | 2017     | Daniel Garcia          |
| 57 | 2018     | Gerard Ayats           |
| 58 | 2019     | Hector Zama            |
| 59 | 2020     | Victor Alvarez         |
| 60 | 2021     | Guerau Masagué         |
| 61 | 2022     | Guerau Masagué         |
| 62 | 2023     | Guerau Masagué         |
| 63 | 2024     | Vicent Serrano         |

Nota: Des del 2012 el campió juvenil és el de la categoría sub-18.

## Campionat de Catalunya per equips[59]
| #       | Any  | Campió                                                             | Sots-campió                  |
| ------- | ---- | ------------------------------------------------------------------ | ---------------------------- |
| I       | 1927 | Penya Gracienca                                                    | Ruy López                    |
| II      | 1930 | Ruy López                                                          | Barcelona                    |
| III     | 1932 | Barcelona                                                          | Ruy López-Tívoli             |
| IV      | 1934 | Ruy López-Tívoli                                                   | Comtal                       |
| V       | 1945 | Barcelona                                                          | Comtal                       |
| VI      | 1947 | Barcelona                                                          | Terrassa                     |
| VII     | 1948 | Sabadell                                                           | Barcelona                    |
| VIII    | 1949 | Ruy López-Tívoli                                                   | Terrassa                     |
| IX      | 1951 | Espanyol                                                           | Barcelona                    |
| X       | 1953 | Ruy López-Tívoli                                                   | Barcelona                    |
| XI      | 1954 | Terrassa                                                           | Barcelona                    |
| XII     | 1955 | Barcelona                                                          | Terrassa                     |
| XIII    | 1956 | Barcelona                                                          | Espanyol                     |
| XIV     | 1957 | Barcelona                                                          | Terrassa                     |
| XV      | 1958 | Barcelona                                                          | Terrassa                     |
| XVI     | 1959 | Barcelona                                                          | Espanyol                     |
| XVII    | 1960 | Paluzie                                                            | Barcelona                    |
| xVIII   | 1961 | Espanyol                                                           | Sants                        |
| XIX     | 1962 | Espanyol                                                           | Barcelona                    |
| XX      | 1963 | Ruy López-Paluzie                                                  | U.G.A.                       |
| XXI     | 1964 | Terrassa                                                           | Barcelona                    |
| XXII    | 1965 | Ruy López-Paluzie                                                  | Espanyol                     |
| XXIII   | 1966 | Ruy López-Paluzie                                                  | Barcelona                    |
| XXIV    | 1967 | Terrassa                                                           | Barcelona                    |
| XXV     | 1968 | Espanyol                                                           | Terrassa                     |
| XXVI    | 1969 | Terrassa                                                           | Espanyol                     |
| XXVII   | 1971 | Espanyol                                                           | Terrassa                     |
| XXVIII  | 1972 | Terrassa                                                           | U.G.A.                       |
| XXIX    | 1973 | U.G.A.                                                             | Espanyol                     |
| XXX     | 1974 | U.G.A.                                                             | Barcinona                    |
| XXXI    | 1975 | Espanyol                                                           | SEAT                         |
| XXXII   | 1976 | U.G.A.                                                             | Terrassa                     |
| XXXIII  | 1977 | Olot                                                               | Espanyol                     |
| XXXIV   | 1978 | Vulcà                                                              | Olot                         |
| XXXV    | 1979 | Vulcà                                                              | U.G.A.                       |
| XXXVI   | 1979 | U.G.A.                                                             | Espanyol                     |
| XXXVII  | 1980 | Barcinona                                                          | Vulcà                        |
| XXXVIII | 1981 | Vulcà                                                              | Terrassa                     |
| XXXIX   | 1982 | U.G.A.                                                             | Vulcà                        |
| XL      | 1983 | Vulcà                                                              | U.G.A.                       |
| XLI     | 1984 | Vulcà                                                              | Barcelona                    |
| XLII    | 1985 | Vulcà                                                              | U.G.A.                       |
| XLIII   | 1986 | U.G.A.                                                             | Vulcà                        |
| XLIV    | 1987 | U.G.A.                                                             | Centelles                    |
| XLV     | 1988 | Vulcà                                                              | U.G.A.                       |
| XLVI    | 1989 | Barcelona                                                          | Vulcà                        |
| XLVII   | 1990 | Vulcà                                                              | Terrassa                     |
| XLVIII  | 1991 | Vulcà                                                              | Foment Martinenc             |
| XLIX    | 1992 | Vulcà                                                              | Hortenc                      |
| L       | 1993 | Vulcà                                                              | Terrassa                     |
| LI      | 1994 | Barcino                                                            | Foment Martinenc             |
| LII     | 1995 | Barcino                                                            | Sitges                       |
| LIII    | 1996 | U.G.A.                                                             | Barcino                      |
| LIV     | 1997 | U.G.A.                                                             | Barcino                      |
| LV      | 1998 | Foment Martinenc                                                   | Terrassa                     |
| LVI     | 1999 | Barcelona-Vulcà                                                    | U.G.A.                       |
| LVII    | 2000 | Barcelona-Vulcà                                                    | U.G.A.                       |
| LVIII   | 2001 | U.G.A.                                                             | Barcelona-Vulcà              |
| LIX     | 2002 | Barcelona-Vulcà                                                    | U.G.A.                       |
| LX      | 2003 | U.G.A.                                                             | Barcelona-Vulcà              |
| LXI     | 2004 | U.G.A.                                                             | Foment Martinenc             |
| LXII    | 2005 | U.G.A.                                                             | Foment Martinenc             |
| LXIII   | 2006 | Montcada                                                           | Foment Martinenc             |
| LXIV    | 2007 | Montcada                                                           | U.G.A.                       |
| LXV     | 2008 | Montcada                                                           | Cerdanyola-Vallès            |
| LXVI    | 2009 | Montcada                                                           | U.G.A.}                      |
| LXVII   | 2010 | SCC Sabadell                                                       | Barberà del Vallès           |
| LXVIII  | 2011 | U.G.A.                                                             | SCC Sabadell                 |
| LXIX    | 2012 | Escola d'Escacs de Barcelona                                       | Barcelona-U.G.A.             |
| LXX     | 2013 | SCC Sabadell                                                       | Barcelona-U.G.A.             |
| LXXI    | 2014 | Barcelona-U.G.A.                                                   | SCC Sabadell                 |
| LXXII   | 2015 | Barcelona-U.G.A.                                                   | SCC Sabadell                 |
| LXXIII  | 2016 | Mollet                                                             | Escola d'Escacs de Barcelona |
| LXXIV   | 2017 | SCC Sabadell                                                       | Mollet                       |
| LXXV    | 2018 | SCC Sabadell                                                       | Escola d'Escacs de Barcelona |
| LXXVI   | 2019 | SCC Sabadell                                                       | Barberà del Vallès           |
| LXXVII  | 2020 | SCCSabadell Barberà del Vallès Mollet Escola d'Escacs de Barcelona |                              |
|         | 2021 | No es va celebrar per pandèmia                                     |                              |
| LXXVIII | 2022 | Barberà del Vallès                                                 | SCC Sabadell                 |
| LXXIX   | 2023 | SCC Sabadell                                                       | Barcelona                    |
| LXXX    | 2024 | Platja d'Aro                                                       | SCC Sabadell                 |
| LXXXI   | 2025 | SCC Sabadell                                                       | Barberà del Vallès           |